# Юэ-ван Гоуцзянь (телесериал)
«Юэ-ван Гоуцзянь» (кит. 越王勾踐) — исторический телесериал из 41 эпизода, выпущенный компанией CCTV и впервые показанный в Гонконге на канале TVB 27 ноября 2006 года. Сюжет создан на основе древнекитайских хроник и повествует о соперничестве древних вьетских царств Нго (кит. У) и Вьета (кит. Юэ) в V веке до н. э.
Сериал также встречается в укороченном варианте до 2-х серий и известен под англоязычным названием The Rebirth of a King («Возрождение короля» или «Возрождение вана»).

## Сюжет
В начале V века до н. э., небольшие древние китайские княжества Центральной равнины, формально подчинявшиеся династии Восточная Чжоу, находились в раздробленном состоянии на пороге большой вражды друг с другом. В это время на юго-востоке набрали силу и возвысились над ними два «варварских» вьетских царства - Нго (кит. «У») и Вьет (кит. «Юэ»). Оба вьетских царства мечтали захватить власть над китайскими княжествами всей Центральной равнины, но вместо этого им неизбежно пришлось сначала столкнуться друг с другом. До начала действия фильма, У-ван Хэлюй уже пытался напасть на царство Вьет («Юэ»), но был разбит Юэ-ваном Гоуцзянем и умер от ран.
494 год до н. э. Сын Хэлюя - Фучай собрал войска, чтобы отомстить Гоуцзяню за смерть отца. После поединка двух ванов, войско У нападает и побеждает благодаря хитрости Фучая и двух его советников - У Цзысюя и Бо Пи. Разбитый Гоуцзянь с остатками войска бежит и укрывается в горах. Скорое поражение и смерть Гоуцзяня теперь неизбежны. Но его советник Фань Ли уговаривает Гоуцзяня ради спасения солдат и народа сдаться на милость победителя и стать слугой Фучая, всё это ради того, чтобы усыпить его бдительность и тайно собрать силы для новой битвы. После долгих и мучительных раздумий Гоуцзянь соглашается и публично на коленях унижает себя ритуалом сдачи в плен Фучаю. Царство Вьет («Юэ») становится подчинённым царству Нго («У»).
Идут годы, Гоуцзянь переживает мучительные будни слугой и рабом во дворце Фучая. Лучшие девушки и ремесленники-оружейники из униженного царства Юэ поставляются в распоряжение Фучая. Гоуцзянь пытается придумать хитрые планы, как ослабить бдительность Фучая. В это время при дворе Фучая разгорается соперничество между двумя его советниками - У Цзысюем и Бо Пи. Мудрый старик У Цзысюй предупреждает Фучая о возможном коварстве Гоуцзяня, но хитрый Бо Пи убеждает Фучая, что Гоуцзянь уже не опасен. Так проходит десять лет. Чтобы убедить Фучая в своей лояльности, Гоуцзяню приходится идти на множество унижений и даже на убийство своего собственного подросшего сына. В конце концов Фучай начинает верить в смирение Гоуцзяня.
484 год до н. э.. Потерявший доверие У Цзысюй кончает жизнь самоубийством и у Фучая остаётся только один советник Бо Пи. Теперь Гоуцзянь начинает серьёзно готовиться к восстанию. Ему удаётся уговорить Фучая отпустить его к себе в столицу подчинённого царства Юэ. Там он организует тайную подготовку воинов и изготовление оружия.
482 год до н. э. Почувствовав наконец свою силу и дождавшись отлучки Фучая с войском из дворца, Гоуцзянь со своим тайно подготовленным войском выступает из царства Юэ на царство У. Получивший известие об этом «предательстве» Фучай долго не может поверить в столь чудовищное коварство Гоуцзяня и убивает мечом нескольких своих воинов-посланников, принесших ужасное известие. Наконец Фучай выступает с войском навстречу войску Гоуцзяня. Два вана ведут переговоры, и оба понимают, что их силы равны. Они договариваются отложить решающее сражение на будущее.
473 год до н. э. Ещё через девять лет наступает время, когда Гоуцзянь наконец чувствует, что его войско в силах победить войско Фучая. Он снова нападает на царство У и его войско окружает дворец Фучая. Фучай признаёт победу царства Вьет («Юэ») над царством Нго («У»), но не хочет склониться перед Гоуцзянем и предлагает последний поединок на мечах. Однако Гоуцзянь помнит пережитые унижения, он хочет, чтобы Фучай пережил то же самое и предлагает теперь уже Фучаю стать своим слугой, чтобы вместе подчинять китайские княжества Центральной равнины. Но Фучай смеётся над Гоуцзянем, он предпочитает унижению смерть и убивает себя мечом. Царство Нго («У») повержено и становится частью царства Вьет («Юэ»), Гоуцзянь восходит на вершину новой власти, но в его душе навсегда остаётся горечь унижения на которое он решился пойти, и до которого не унизился его соперник Фучай.

## Эпизоды
Данный проект компании CCTV состоит из 41 эпизода.

## Создатели
- Huang Jianzhong и Yuen Bun — режиссёры
- Li Ting и Gou Peng — продюсеры

## Актёры
| Актёр      | Роль            |
| ---------- | --------------- |
| Чэнь Баого | Юэ-ван Гоуцзянь |
| Ю Юн       | У-ван Фучай     |
| Ли Гуанцзе | Фань Ли         |
| Чжоу Ян    | Си Ши           |
| Бао Гоань  | У Цзысюй        |
| Яо Аньлянь | Бо Пи           |